# Německo na Letních olympijských hrách 2004
Německo na Letních olympijských hrách v roce 2004 reprezentovala výprava 441 sportovců (250 mužů and 191 žen) v 29 sportech.

## Medailisté
| Medaile | Jméno | Sport               | Soutěž                                         |
| ------- | --- | ------------------- | ---------------------------------------------- |
| Zlato   | Ronald Rauhe Tim Wieskötter | Kanoistika          | K2 500 metrů muži                              |
| Zlato   | Andreas Dittmer | Kanoistika          | C1 500 metrů muži                              |
| Zlato   | Christian Gille Tomasz Wylenzek | Kanoistika          | C2 1000 metrů muži                             |
| Zlato   | Birgit Fischerová Malke Nollenová Katrin Wagnerová Carolin Leonhardtová | Kanoistika          | K4 500 metrů ženy                              |
| Zlato   | Jens Fiedler Stefan Nimke René Wolff | Cyklistika          | Družstvo mužů sprint                           |
| Zlato   | Heike Kemmer Hubertus Schmidt Martin Schaudt Ulla Salzgeberová | Jezdectví           | Drezura - družstvo                             |
| Zlato   | Tina Bachmann Caroline Casaretto Nadine Ernsting-Krienke Franziska Gude Mandy Haase Natascha Keller Denise Klecker Anke Kühn Badri Latif Heike Lätzsch Sonja Lehmann Silke Müller Fanny Rinne Marion Rodewald Louisa Walter Julia Zwehl                        | Pozemní hokej       | Turnaj žen                                     |
| Zlato   | Anna Dogonadzeová | Skoky na trampolíně | Ženy                                           |
| Zlato   | Yvonne Bönischová | Judo                | Ženy do 57 kg                                  |
| Zlato   | Katrin Rutschow-Stomporowski | Veslování           | Ženy skif                                      |
| Zlato   | Kathrin Boronová Meike Eversová Manuela Lutzeová Kerstin El Qalqiliová | Veslování           | Ženy párová čtyřka                             |
| Zlato   | Ralf Schumann | Sportovní střelba   | Muži 25 metrů rychlopalná pistole              |
| Zlato   | Manfred Kurzer | Sportovní střelba   | Muži 10 metrů průběžný cíl                     |
| Stříbro | Steffi Neriusová | Atletika            | Ženy hod oštěpem                               |
| Stříbro | Nadine Kleinertová | Atletika            | Ženy vrh kouli                                 |
| Stříbro | Andreas Dittmer | Kanoistika          | C1 1000 metrů muži                             |
| Stříbro | Birgit Fischerová Carolin Leonhardt | Kanoistika          | K2 500 metrů ženy                              |
| Stříbro | Andreas Ihle Mark Zabel Björn Bach Stefan Ulm | Kanoistika          | K4 1000 metrů muži                             |
| Stříbro | Marcus Becker Stefan Henze | Kanoistika          | C2 slalom muži                                 |
| Stříbro | Judith Arndt | Cyklistika          | Ženy silniční závod jednotlivců                |
| Stříbro | Andreas Wels Tobias Schellenberg | Skoky do vody       | Muži synchronizované skoky z prkna 3 m         |
| Stříbro | Ulla Salzgeberová | Jezdectví           | Drezura - jednotlivci                          |
| Stříbro | Imke Duplitzerová Claudia Bokelová Britta Heidemannová | Šerm                | Družstvo žen kord                              |
| Stříbro | Torsten Jansen Stefan Kretzschmar Volker Zerbe Christian Zeitz Frank Von Behren Daniel Stephan Christian Schwarzer Christian Ramota Klaus-Dieter Petersen Florian Kehrmann Jan Olaf Immel Pascal Hens Henning Fritz Mark Dragunski Markus Baur                 | Házená              | Turnaj mužů                                    |
| Stříbro | Peggy Waleská Britta Oppeltová | Veslování           | Ženy dvojskif                                  |
| Stříbro | Daniela Reimer Claudia Blasberg | Veslování           | Ženy dvojka bez kormidelníka lehkých vah       |
| Stříbro | Christian Lusch | Sportovní střelba   | Muži 50 metrů libovolná malorážka 60 ran vleže |
| Stříbro | Steffen Driesen Jens Kruppa Thomas Rupprath Lars Conrad Helge Meeuw | Plavání             | Muži štafeta 4 × 100 m polohový závod          |
| Stříbro | Nicolas Kiefer Rainer Schüttler | Tenis               | Muži čtyřhra                                   |
| Bronz   | Rustamhodza Rahimov | Box                 | Muži do 51kg                                   |
| Bronz   | Vitali Tajbert | Box                 | Muži do 57kg                                   |
| Bronz   | Stefan Pfannmöller | Kanoistika          | C1 slalom muži                                 |
| Bronz   | Stefan Nimke | Cyklistika          | Muži 1000 m s pevným startem                   |
| Bronz   | Guido Fulst | Cyklistika          | Muži bodovací závod                            |
| Bronz   | René Wolff | Cyklistika          | Muži sprint                                    |
| Bronz   | Sabine Spitzová | Cyklistika          | Ženy cross country                             |
| Bronz   | Marco Kutscher | Jezdectví           | Parkurové skákání - jednotlivci                |
| Bronz   | Christian Ahlmann Otto Becker Marco Kutscher | Jezdectví           | Parkurové skákání - družstvo                   |
| Bronz   | Daniel Strigel Sven Schmid Jörg Fiedler | Šerm                | Družstvo mužů kord                             |
| Bronz   | Clemens Arnold Christoph Bechmann Sebastian Biederlack Philipp Crone Eike Duckwitz Christoph Eimer Björn Emmerling Florian Kunz Björn Michel Sascha Reinelt Justus Scharowsky Christian Schulte Timo Weß Tibor Weißenborn Matthias Witthaus Christopher Zeller | Pozemní hokej       | Turnaj mužů                                    |
| Bronz   | Isabell Bachor Kerstin Garefrekes Sarah Günther Ariane Hingst Steffi Jones Renate Lingor Sandra Minnert Martina Mueller Viola Odebrecht Navina Omilade Conny Pohlers Silke Rottenberg Petra Wimbersky Pia Wunderlich Sonja Fuss Birgit Prinz Kerstin Stegemann | Fotbal              | Turnaj žen                                     |
| Bronz   | Henrik Stehlik | Skoky na trampolíně | Muži                                           |
| Bronz   | Julija Matijasová | Judo                | Ženy do 48 kg                                  |
| Bronz   | Annett Böhmová | Judo                | Ženy do 70 kg                                  |
| Bronz   | Michael Jurack | Judo                | Muži do 100 kg                                 |
| Bronz   | Antje Buschschulte | Plavání             | Ženy 200 m znak                                |
| Bronz   | Anne Poleska | Plavání             | Ženy 200 m prsa                                |
| Bronz   | Antje Buschschulte Sarah Poewe Franziska van Almsicková Daniela Götz | Plavání             | Ženy štafeta 4 × 100 m polohový závod          |
| Bronz   | Franziska van Almsicková Petra Dallmann Antje Buschschulte Hannah Stockbauer Janina Kristin Götz Sara Harstick | Plavání             | Ženy štafeta 4 × 200 m volný způsob            |